# Municipio de Minnesota (Dakota del Norte)
El municipio de Minnesota (en inglés: Minnesota Township) es un municipio ubicado en el condado de Burke en el estado estadounidense de Dakota del Norte. En el año 2010 tenía una población de 21 habitantes y una densidad poblacional de 0,15 personas por km².

## Geografía
El municipio de Minnesota se encuentra ubicado en las coordenadas 48°51′29″N 102°11′6″O / 48.85806, -102.18500. Según la Oficina del Censo de los Estados Unidos, el municipio tiene una superficie total de 138.43 km², de la cual 135,9 km² corresponden a tierra firme y (1,83 %) 2,53 km² es agua.

## Demografía
Según el censo de 2010, había 21 personas residiendo en el municipio de Minnesota. La densidad de población era de 0,15 hab./km². De los 21 habitantes, el municipio de Minnesota estaba compuesto por el 100 % blancos. Del total de la población el 0 % eran hispanos o latinos de cualquier raza.